# 엘리제궁의 요리사
《엘리제궁의 요리사》(프랑스어: Les Saveurs du palais)는 2012년 공개된 프랑스의 코미디 영화이다.

## 출연

### 주연
- 카트린 프로
- 아르튀르 뒤퐁
- 장 도르메송
- 이폴리트 지라르도

### 조연
- 필리페 유칸
- 로랑 포이트레노스
- 브라이스 푸르니에
- 로크 라이보비치
- 토머스 샤브롤
- 알리 조버
- 장-마크 룰로
- 조 셰리던
- 피에르 모레
- 스티브 트란
- 마누엘 르 리에브
- 캐서린 데이브니어
- 니콜라스 보케어
- 프랑소와 레스쿠랏
- 필립 셰티옹
- 올리비에 다자
- 장-뤽 오르미에레스
- 티에리 앤겔비

## 기타
- 조감독: 로르 프레보
- 사운드슈퍼바이저: 뱅상 귀용
- 미술: 패트릭 듀랑드
- 의상: 파비안느 카타니
- 배역: 오렐리 구이처드
- 프로덕션매니저: 디디에 카렐